# Bin Shimada
Bin Shimada (島田敏?, Shimada Bin; Niigata, 20 novembre 1954) è un doppiatore giapponese (seiyū), attualmente affiliato con l'Aoni Production.
È noto principalmente per i ruoli di Yuda in Ken il guerriero, Broly in Dragon Ball, Charles de Etouard in Chōjikū kidan Southern Cross, Paptimus Scirocco in Mobile Suit Z Gundam, Doppy in Uchūsen Sagittarius, Eldoran in Eldoran Series, Kurogane Kenjūrō in Yaiba, Ken Nakajima in Sei in arresto!, Hemu-Hemu in Nintama Rantarō e Blik Wapol e Foxy la volpe argentata in One Piece.

## Ruoli interpretati
In grassetto i ruoli più importanti.

### Serie televisive anime
- Angel Heart (Doc)
- B-bīdaman bakugaiden (Chibīdabon)
- Beet the Vandel Buster (Hazan)
- Bleach - Thousand Year Blood War (Pernida Parnkgjas)
- Blue Gender (Ted)
- Chōjikū kidan Southern Cross (Charles de Etouard)
- Cristoforo Colombo (Cristoforo Colombo)
- Daikengo, il guardiano dello spazio (Yuugar)
- Densetsu kyojin Ideon (Gyabarī Tekuno)
- Detective Conan (Atsuhiko Wakizaka, Mineto Kanaya)
- Dr. Slump & Arale (Nikochan)
- Dragon Ball Z (Broly, Re Kaioh dell'Ovest)
- Dragon Ball GT (Suguro, Sonpara)
- Dragon Ball Kai (Dio della Terra (ep. 66+), Babidy)
- Dragon Ball Super (Dyspo, Campari)
- Dragon Ball Daima (Babidy)
- Eldoran Series (Eldoran)
- F-Zero Falcon densetsu (Silver Nielsen)
- Firestorm (Steve Johnson)
- Genesis Climber Mospeada (Stick Bernard)
- Genji tsūshin Agedama (Tsuriban, Kacchi, Modem, Akira Fukuzawa)
- Genki Bakuhatsu Ganbarugā (Rikiya Ryūzaki (Red Ganba), Erudoran)
- Ginga Reppū Baxinger (Kei Malone)
- Gundam ZZ (Secondo luogotenente Niki, Nie Gihren)
- Happy Lucky Bikkuriman (Koudouki Wolfly)
- High School! Kimengumi (Ichirō Shinjitsu)
- Hoshi no Kirby (Kihāno)
- Kindaichi shōnen no jikenbo (Seiji Kobayashi)
- I Cavalieri dello zodiaco (Artax)
- Infinite Ryvius (Luxen Hojo, Radan)
- Inuyasha (Kotatsu)
- Itadakiman (Sargosei)
- Itazura na Kiss (Shigeo Aihara)
- Jūsenki L-Gaim (Anton, Chai Char, Muto, Mesh)
- Jushin Liger (Doru Commando)
- Ken il guerriero (Yuda)
- Keroro (3M)
- Kiteretsu Daihyakka (Kikunojō Hanamaru, Ryū, Rokusuke, Shiro Karasu)
- Kurochan (Būrusu)
- Kūsō kagaku sekai Gulliver Boy (Barone Mangetsu)
- Kyo kara Maoh! (Vinon)
- Mamotte shugogetten! (Producer)
- Misutenaide Daisy (Kin-chan)
- Lamù (Tobimaro Mizunokouji)
- Lassie (Hamilton, Carey-sensei)
- Les Misérables: shōjo Cosette (Mabeuf)
- Marmalade Boy (Yōji Matsuura, Master)
- Marude dameo (Nūbō)
- Mashin Eiyūden Wataru 2 (Hanbunburugu Kyōdai, Kamoshirēnu)
- Metal Armor Dragonar (Karl Gainer, primo luogotenente Zin)
- Mobile Suit Z Gundam (Paptimus Scirocco)
- Naruto (Kamikiri)
- Nekketsu Saikyō Gōzaurā (Tarō Shirogane, Erudoran)
- Nintama Rantarō (Hemu-Hemu)
- One Piece (Blik Wapol, Foxy la volpe argentata)
- Pokémon (Dr. Akibara)
- Papà Gambalunga (Jimmy)
- Papuwa (Matsuoka-kun, Miyagi Tōhoku)
- Petopeto-san (Tonio Fujimura)
- Ranma ½ (Sentarō Daimonji, An-Man, Toboku Shugyōsha, altri)
- Robin Hood (Little John)
- Sailor Moon (Yuichiro Kumada)
- s.CRY.ed (Urizane, Bifu)
- Sei in arresto! (Ken Nakajima)
- Sei Jūshi Bismarck (Richard Lancelot)
- Shima shima tora no Shimajirō (Dot)
- Shinseiki GPX Cyber Formula (Jacky Guderian, Akira Hiyoshi)
- Sonic X (Bocoe, Chuck Thorndyke)
- Spiral: Suiri no kizuna (Suemaru Wataya)
- Slayers e Slayers Next (Zangulus)
- Uchūsen Sagittarius (Toppy)
- Ultimate Muscle (Barrier-Free Man J, Dazzle)
- Un oceano di avventure (Enrico)
- Wild Knights Gulkeeva (Dansu)
- Yaiba (Kenjuro)
- Yes! Pretty Cure 5 GoGo! (Nebatakos)
- Yokoyama Mitsuteru sangokushi (Sonken, Teiiku)
- Yūsha Raideen (Spectre)
- Yōyō no neko tsumami (Doc)
- Yu-Gi-Oh! (Akaboshi)
- Yu-Gi-Oh! GX (Direttore del cimitero)
- Zettai muteki Raijin-Oh (Tsutomu Kojima, Erudoran)

### OAV
- B't X (B't Halloween)
- Detective Conan: Conan vs Kid vs Yaiba (Kenjūrō Kurogane)
- Future GPX Cyber Formula (Jacky Guderian)
- Gundam 0080: La guerra in tasca (Gabriel Ramirez Garcia)
- I Cavalieri dello zodiaco - Saint Seiya - Hades (Chikisei Furogu no Zērosu)
- Kishin heidan (Masatomo Sakaki)
- Konpeki no kantai (Tatsu Haramoto Naruto Kanchō)
- Kyokujitsu no kantai (Tatsu Haramoto)
- Macross II (Nexx)
- Sei in arresto! (Ken Nakajima)

### Film
- Dragon Ball - Il cammino dell'eroe (Generale Blue)
- Dragon Ball Z - Il Super Saiyan della leggenda (Broly)
- Dragon Ball Z - L'irriducibile bio-combattente (Broly)
- Dragon Ball Z - Sfida alla leggenda (Broly)
- Eiga Pretty Cure All Stars DX 2 - Kibō no hikari Rainbow Jewel wo mamore! (Nebatakos)
- Film di Mobile Suit Z Gundam (Paptimus Scirocco)
- Nobita no taiyō ō densetsu (Ketsuaru)
- Nobita to robotto ōkoku (Gonsuke)
- Nobita to tsubasa no yūsha-tachi (Padre di Gusuke)
- One Piece - Il miracolo dei ciliegi in fiore (Blik Wapol)
- Sei in arresto! (Ken Nakajima)
- Ultimate Muscle (Dazzle)

### Videogiochi
- Bōkoku no Aegis 2035: Warship Gunner (Hiroshi Asao)
- CR Hokuto no Ken denshō (Yuda)
- CR Hokuto no Ken tomo (Yuda)
- Dead or Alive (Zack)
- Dead or Alive 2 (Zack)
- Dead or Alive 3 (Zack, Chen)
- Dead or Alive Xtreme Beach Volleyball (Zack)
- Dead or Alive 4 (Zack)
- Dead or Alive Xtreme 2 (Zack)
- Dead or Alive: Paradise (Zack)
- Dead or Alive: Dimensions (Zack)
- Dead or Alive 5 (Zack)
- Dead or Alive Xtreme 3 (Zack)
- Dead or Alive 6 (Zack)
- Digimon World: Next Order (Jijimon)
- Digimon Survive (Jijimon)
- Dragon Ball Z: Super Butōden 2 (Cell Jr., Broly)
- Dragon Ball Z: Budokai 3 (Broly)
- Dragon Ball Z: Budokai Tenkaichi (Broly)
- Dragon Ball Z: Shin Budokai (Broly)
- Dragon Ball Z: Budokai Tenkaichi 2 (Broly)
- Dragon Ball Z: Shin Budokai 2 (Broly)
- Dragon Ball Z: Budokai Tenkaichi 3 (Broly)
- Dragon Ball Z: Burst Limit (Broly)
- Dragon Ball Z: Infinite World (Broly)
- Dragon Ball: Raging Blast (Broly)
- Dragon Ball Z: Tenkaichi Tag Team (Broly)
- Dragon Ball: Raging Blast 2 (Broly)
- Dragon Ball Z: Ultimate Tenkaichi (Broly)
- Dragon Ball Z: Battle of Z (Broly)
- Dragon Ball Xenoverse (Broly)
- Dragon Ball Z: Extreme Butoden (Broly, Grande Mago Piccolo)
- Dragon Ball Xenoverse 2 (Broly)
- Dragon Ball: Fusions (Broly, Dio della Terra, Grande Mago Piccolo)
- Dragon Ball FighterZ (Broly)
- Dragon Ball Legends (Grande Mago Piccolo, Dyspo, Broly)
- Dragon Ball Z: Kakarot (Babidi, Dio della Terra, Grande Mago Piccolo)
- Dragon Ball: Sparking! Zero (Dio della Terra, Babidi, Dyspo, Broly)
- Dragon Force II: Kamisarishi Daichi ni (Kathmandu)
- Dragon Quest Rivals (Aamon)
- Dragon Quest X: Rise of the Five Tribes Offline (Horro)
- Dragon Quest Monsters: Il Principe oscuro (Aamon)
- Dynasty Warriors: Gundam (Paptimus Scirocco)
- Dynasty Warriors: Gundam 2 (Paptimus Scirocco)
- Dynasty Warriors: Gundam 3 (Paptimus Scirocco)
- Eiyū densetsu (Rōdi)
- Fire Emblem Heroes (Merlinus)
- Fist of the North Star (Yuda)
- Videogiochi di Future GPX Cyber Formula (Jacky Guderian, Akira Hiyoshi)
- JoJo's Bizarre Adventure: All Star Battle (Yoshihiro Kira)
- JoJo's Bizarre Adventure: Eyes of Heaven (Yoshihiro Kira)
- Kessen II (Joren, Cheng Yu)
- Klonoa (videogioco 2008) (Joka)
- Lollipop Chainsaw (Junji Morikawa)
- Moero! Justice gakuen (Kurow Kirishima)
- Ninja Gaiden 3 (Muramasa, Robert T. Surgeon)
- One Piece: Grand Battle! 2 (Wapol)
- One Piece: Ocean's Dream! (Wapol)
- One Piece: Grand Battle 3 (Wapol)
- One Piece: Grand Battle! (Foxy)
- One Piece: Pirates' Carnival (Wapol)
- One Piece Unlimited Cruise 1: Il Tesoro Sommerso (Wapol)
- One Piece Unlimited Cruise 2: Il Risveglio di un Eroe (Wapol)
- One Piece: Pirate Warriors (Wapol)
- One Piece: Unlimited Cruise SP 2 (Wapol)
- One Piece: Romance Dawn (Wapol)
- One Piece: Pirate Warriors 2 (Wapol)
- One Piece: Unlimited World Red (Wapol)
- One Piece: Pirate Warriors 3 (Wapol)
- Persona 3 (Presidente Tanaka)
- Persona 4: Dancing All Night (Presidente Tanaka)
- Persona 3 Reload (Igor, Presidente Tanaka)
- Policenauts (Dave Forrest)
- Project Justice: Rival Schools 2 (Kurow Kirishima)
- Saint Seiya: Soldiers' Soul (Artax)
- Summon Night Craft Sword Monogatari: Hajimari no ishi (Enge)
- Super Dragon Ball Heroes: World Mission (Grande Mago Piccolo, Dio della Terra, Babidy, Dyspo, Broly, Dark Broly)
- Super Robot Wars Alpha (Paptimus Scirocco, Nee Gylen)
- Super Robot Wars Alpha 2 (Nee Gylen)
- Super Robot Wars A Portable (Karl Geiner, Jin, soldato Meganoid)
- Super Robot Wars Z (Paptimus Scirocco)
- Super Robot Wars T (Carlos)
- Super Robot Wars 30 (Antoon Randow, Carlos)
- Tales of Legendia (Soron)
- Tales of the World: Radiant Mythology (Widdershin)
- Tales of Innocence (Oswald fan Kuruela)
- The King of Fighters: Maximum Impact (Hyena)
- KOF: Maximum Impact 2 (Hyena)
- The Legend of Heroes: Trails of Cold Steel II (Cayenne)
- The Legend of Heroes: Trails of Cold Steel IV (Zechs Vander)
- Visions of Mana (Master Passar)
- Xenoblade Chronicles 3 (Ghondor (Un futuro riconquistato))

### Ruoli di doppiaggio
- Batman Forever (Enigmista)
- Una 44 Magnum per l'ispettore Callaghan (rockstar)
- I Simpson (Krusty il Clown, Troy McClure)
- Guerre stellari (Luke Skywalker)
- Tartarughe Ninja alla riscossa (Raphael)
- Tartarughe Ninja II - Il segreto di Ooze (Michaelangelo)
- Il trenino Thomas (Stepney)

## Collegamenti
- (JA)  Profilo ufficiale sul sito dell'Aoni Production
- (EN) Scheda su Bin Shimada, Anime News Network.
- (EN) Bin Shimada, su IMDb, IMDb.com.